# 真久線
真久線（しんきゅうせん）とは、樺太豊栄郡白縫村の真縫駅から泊居郡久春内村の久春内駅までを結ぶ計画であった鉄道路線である。樺太を東西に横断する路線として計画されたが、日本統治時代には着工されることはなかった。ソ連編入後に着工され、1971年に開通した。

## 路線データ

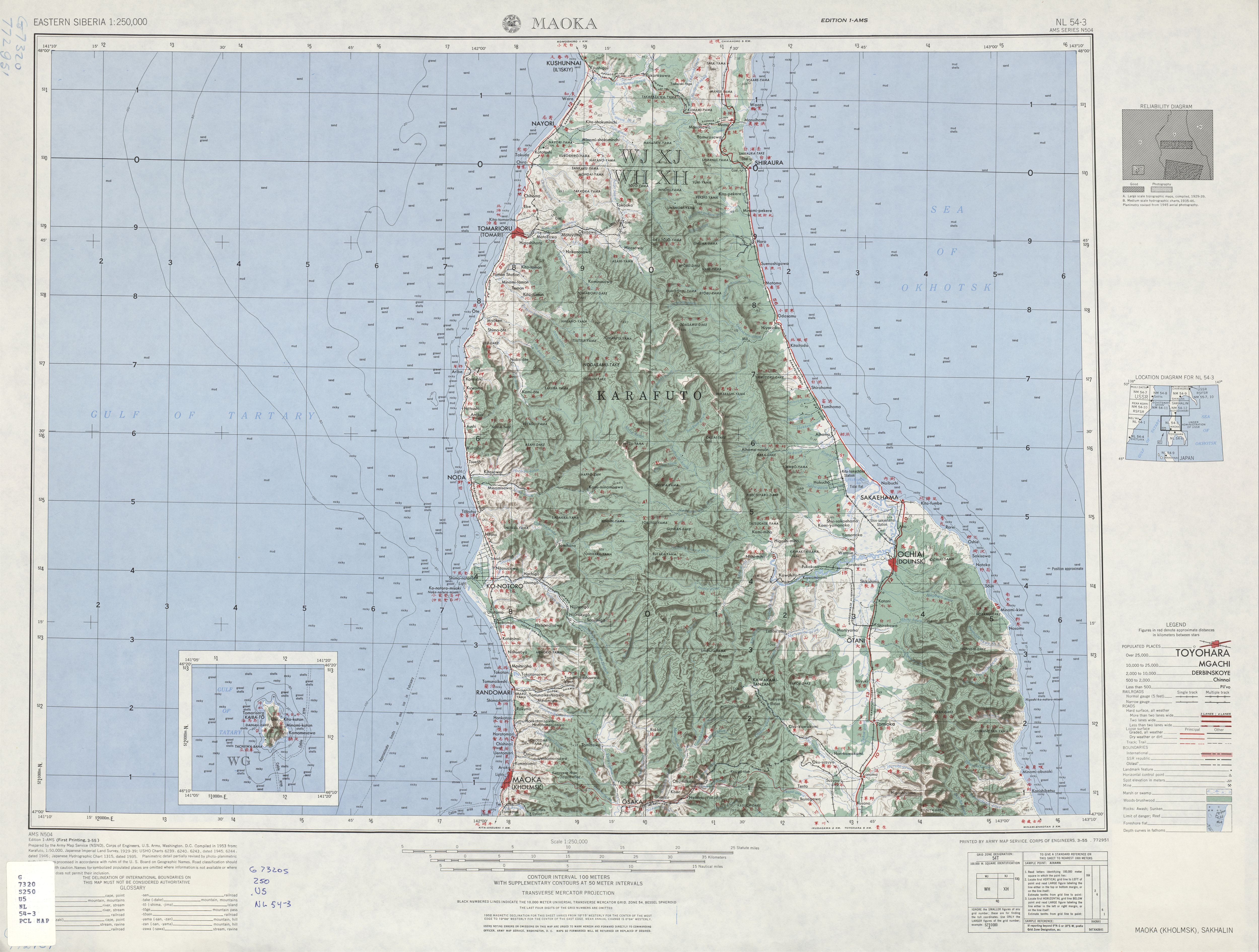
1947年時点の地図

- 路線距離：29.1 km
- 軌間：1,067 mm
- 電化区間：なし（全線非電化）

## 歴史
- 1931年：帝国議会に「樺太久春内真縫間鉄道敷設ノ請願」が提出される[1]。
- 1937年12月1日：樺太西線が久春内駅まで延伸開業。
- 1945年8月：ソ連軍により南樺太が侵攻・占領される。
- 1967年：ソ連政府により着工[2]。
- 1971年：ソ連国鉄の路線として開業[3]。
- 1994年：豊真線の宝台ループ線区間の運行が休止（廃止は1996年）され、サハリンの東西を結ぶ唯一の鉄道となる。
- 2019年
  - 9月1日：1520mmに改軌。

## 駅一覧
※日本統治時代は全線未開通
| 駅名       | 営業キロ | 接続路線              | 所在地 | 所在地 | 所在地   |
| ---------- | -------- | --------------------- | ------ | ------ | -------- |
| 真縫駅     | 0.0      | 運輸通信省： 樺太東線 | 樺太   | 豊栄郡 | 白縫村   |
| 上久春内駅 |          | 運輸通信省： 樺太西線 | 樺太   | 泊居郡 | 久春内村 |
| 久春内駅   | 29.1     | 運輸通信省： 樺太西線 | 樺太   | 泊居郡 | 久春内村 |